# حمزة بن دلاج
حمزة بن دلّاج هو مخترق جزائري وَصانع بطاقات معروف بالاسم الرمزي BX1 وَأيضًا بلقب "القرصان المبتسم". وقد أدت أنشطته إلى بحث استمر لمدة خمس سنوات، حيث تم إدراجه ضمن قائمة العشرة الأوائل من أكثر القراصنة المطلوبين من قبل الإنتربول ومكتب التحقيقات الفيدرالي. ووجهت إليه تهم باختلاس عشرات الملايين من الدولارات من أكثر من مائتي مؤسسة مالية أمريكية وأوروبية باستخدام فيروس الكمبيوتر "SpyEYE Botnet"، الذي أصاب أكثر من 60 مليون جهاز كمبيوتر حول العالم، معظمها في الولايات المتحدة.
تم تطوير هذا الفيروس بالتعاون مع شريكه الروسي ألكسندر أندريفيتش بانين، المعروف بإسم "Gribodemon"، بهدف سرقة المعلومات المصرفية المخزنة على الأجهزة المصابة.

## طريقة التشغيل
باستخدام برنامج خبيث يُعرف باسم SpyEye، تمكن بن دلاج، الذي يُعرف بالأسماء المستعارة "BX1" أو "Daniel HB"، من اختراق أجهزة الكمبيوتر الخاصة بالبنوك والأفراد للحصول على كلمات المرور وأكواد التعريف. بمجرد أن كان يحصل على السيطرة على أحد الحسابات، كان يقوم بتفريغها من أموالها.

## الاعتقال
بعد مطاردة استمرت ثلاث سنوات، ألقت الشرطة التايلاندية القبض على بن دلاج في 7 يناير 2013 أثناء توقفه في بانكوك، أثناء مروره بين ماليزيا ومصر. ولم يُبد مقاومة للاعتقال، حيث ودع عائلته أثناء عملية القبض، واستمرت زوجته وابنته في رحلتهما إلى مصر بدونه. حصل على لقب "المخترق المبتسم" بسبب الابتسامة التي كانت تعلو وجهه خلال العروض الإعلامية، حتى وهو مقيد بالأصفاد.
وفقًا للشرطة التايلاندية، كان بن دلاج من بين العشرة الأكثر مطلوبين من قبل مكتب التحقيقات الفيدرالي. وعلى الرغم من وجود الكثير من المعلومات حوله على الإنترنت، لم يُحكم عليه بالإعدام. كما أن الادعاءات التي تشير إلى أنه تبرع بأي أموال للجمعيات الخيرية لم يتم التحقق منها، إذ لم تذكر وثائق المحاكمة أي تبرعات أو أنشطة خيرية، مما يجعل هذه الادعاءات محل نزاع وغير مؤكدة.

## الاتهام
نسب مكتب التحقيقات الفيدرالي للشاب الجزائري تهمة قرصنة حسابات خاصة في 217 بنكًا وشركات مالية عبر العالم، كما يتهمه بجمع أموال طائلة عبر قرصنة هذه الحسابات.
أعلنت وزارة العدل الأمريكية أن ارباح حمزة وشريكهِ قد وصلت إلى مليار دولار.
وقدرت السلطات القضائية الأمريكية في تقريرها أضرار فيروس "SpyEye" الذي اخترعه مع شريكه الروسي على أنظمة الكمبيوتر في عدة بنوك عالمية بما يقارب المليار دولار. بين عامي 2010 و 2012، تم توجيه البنوك لإجراء «تنظيف» لقواعد بياناتها لإصلاح الضرر الناجم عن هذه البرامج الضارة، كما وضحت وزارة العدل الأمريكية. محاميه يعتزم الاستئناف.

## التسليم إلى الولايات المتحدة
تم تسليم بن دلاج إلى الولايات المتحدة في مايو 2013، حيث حوكم في أتلانتا. في 25 يونيو 2015، أقر بالذنب في التهم الموجهة إليه، وواجه حكمًا بالسجن لمدة تصل إلى 30 عامًا بالإضافة إلى غرامة قدرها 14 مليون دولار.
أما شريكه، ألكسندر أندريفيتش بانين، فقد تم القبض عليه في 1 يوليو 2013 في مطار هارتسفيلد جاكسون الدولي في أتلانتا. وأقر بالذنب في يناير 2014 أمام المحكمة الفيدرالية في أتلانتا.

## الدعم على الشبكات الاجتماعية
انتشرت شائعات عبر الإنترنت تشير إلى أن بن دلاج قد يواجه عقوبة الإعدام، مما أثار ردود فعل واسعة. وتم إطلاق عريضة تطالب وزارة الخارجية الجزائرية والرئيس باراك أوباما بالتدخل لإطلاق سراحه. لكن السفيرة الأمريكية في الجزائر، جوان أ. بولاشيك، أوضحت عبر حسابها على تويتر أن «الجرائم الحاسوبية ليست جرائم عقوبتها الإعدام ولا يعاقب عليها بالإعدام».
في سياق آخر، يكشف اختراق ODU عن روابط لأحداث سابقة تتعلق بفلسطين، كما يتضح في بحث عملية أريد فاير التي قامت بها شركة تريند مايكرو. تستهدف عملية أريد فاير المنظمات البارزة في إسرائيل والكويت، حيث تهدف إلى إظهار التضامن مع فلسطين.

## الإدانة في الولايات المتحدة
تم الحكم على بن دلاج بالسجن لمدة 15 عامًا و3 سنوات تحت المراقبة في 20 أبريل 2016، وهو يقضي عقوبته في جزيرة تيرمينال، وهي منشأة أمنية محدودة في الولايات المتحدة. بينما حُكم على شريكه الروسي، ألكسندر أندريفيتش بانين، المعروف باسم "غريبوديمون"، بالسجن لمدة 9 سنوات و6 أشهر.
تقديرات وزارة العدل الأمريكية تشير إلى أن فيروس "SpyEye" قد سرق ما يقرب من مليار دولار، وأن البنوك المتضررة من هذا البرنامج الخبيث قامت بإصلاح الضرر الناجم عنه بين عامي 2010 و2012. أعلن محامي بن دلاج أنه ينوي الاستئناف ضد قرار المحكمة.

## الإفراج
عادت الأضواء لتسليط الضوء على حمزة بن دلاج، المعروف بـ"القرصان المبتسم"، بعد أن أنهى فترة عقوبته في الولايات المتحدة الأميركية. بعد سنوات من السجن، حيث تم القبض عليه في 2013 بتهمة التورط في جرائم الإنترنت، أُطلق سراح بن دلاج ليعود إلى الجزائر، محاطًا بجو من الترقب والفضول.
عند وصوله، نشر بن دلاج صورة له على صفحته على "إنستغرام" وهو في طريقه إلى بلاده، معبرًا عن حبه لوطنه بعبارة "الجزائر حبي". كما احتفى مغني الراب "ديدين كانون 16" بخروجه، معبراً عن فرحته بمناسبة عودته.
ترافق خروجه من السجن حالة من الجدل، حيث ينظر إليه الكثيرون كرمز للمقاومة ضد الأنظمة البنكية الجائرة، فيما يتساءل آخرون عن تداعيات عودته على المجتمع والأمن السيبراني في الجزائر. في الوقت الذي يدعو فيه البعض إلى استثمار مهاراته في مجالات إيجابية، يُثير آخرون تساؤلات حول المخاطر المحتملة التي قد يواجهها.